# 日本の通り一覧

日本の通り一覧（にほんのとおりいちらん）は、日本国内にある道路で特定の範囲をさす名称あるいは愛称を一覧にしたものである。

## 概要
「○○通り」や「○○通」などの愛称は、古くから地域住民の間で使われてきた愛称である場合の他、市道や都市計画道路の路線名となっているもの等その形態は様々である。また、南北方向の道路の場合は「○○筋」と称する場合もある。
地域のメインストリートは大通りと呼ばれることも多く、多くの創作にも登場するなど日本の文化に多くの影響を与えている。
「○○通り」や「○○通」および「○○筋」の名は「市道○○線」等の名称に比べ親しみを感じられる名称となること等から、近年では、政令市などの都市部において、公式な路線名等とは別に道路愛称名を別途定める取組を行っているところもある。また、通りの名称には「呉服町通り」「花屋町通り」等、現在は廃れてしまったかつての地域の産業等の歴史を伝えているものもある。
五街道やその脇街道等、古くから交易路として開かれた街道がもとになっている道等、複数の自治体を通過する比較的長い範囲の道路には、現在でも「○○街道」という愛称で呼ばれている場合もある。

## 都道府県
- 福島県内の通り
- 埼玉県内の通り
- 千葉県内の通り
- 東京都内の通り
- 福井県内の通り
- 愛知県内の通り
- 徳島県内の通り
- 福岡県内の通り
- 大分県内の通り

## 市町村
- 札幌市内の通り
- 仙台市内の通り
- 宇都宮市内の通り
- さいたま市内の通り
- 川越市内の通り
- 草加市内の通り
- 甲府市内の通り
- 浜松市内の通り
- 富山市内の通り
- 金沢市内の通り
- 野々市市内の通り
- 鯖江市内の通り
- 京都市内の通り
- 大阪市内の通り
- 岡山市内の通り
- 倉敷市内の通り
- 高松市内の通り
- 広島市内の通り
- 北九州市内の通り
- 福岡市内の通り
- 鹿児島市内の通り